# Digsby
Digsby — бесплатная программа мгновенного обмена сообщениями, работающая под управлением Windows.

## Возможности
Поддерживаемые протоколы мгновенных сообщений
- Microsoft Notification Protocol (.NET Messenger Service/Windows Live Messenger, также известный как MSN)
- OSCAR (AIM/ICQ/MobileMe)
- XMPP/Jabber (Google Talk, Facebook Chat, Live Journal и др.)
- Yahoo! Messenger Protocol
- MySpaceIM

Поддерживаемые сервисы электронной почты
- Gmail
- Yahoo! Mail
- Hotmail
- AOL Mail
- Любые другие сервисы, использующие протоколы POP и IMAP

Поддержка социальных сетей
- MySpace: Показывает обновления профилей пользователей из списка контактов, статус и личные сообщения, предоставляет доступ к их профилям.
- Facebook и LinkedIn: Показывает обновления профилей пользователей из списка контактов.
- Twitter: Показывает сообщения отслеживаемых пользователей.

Интерфейс
- Настройка внешнего вида списка контактов.
- Настройка уведомлений о действиях пользователей из списка контактов.
- Поддержка метаконтактов, объединяющих несколько учётных записей одного пользователя.
- Хранение списка контактов и настроек на серверах Digsby, их синхронизация между программами, установленными на разных компьютерах.

## Критика
Во время установки Digsby предлагает установить большое количество стороннего ПО, а также изменить настройки веб-браузеров. Кроме того в состав программы входит клиент для работы в проектах распределённых вычислений.